# Ramón Forcada
Ramon Forcada (Moià, Barcelona, 24 de mayo de 1957) es un ingeniero mecánico español conocido por haber trabajado durante más de 30 años como director técnico del Campeonato Mundial de Motociclismo en equipos como JJ Cobas, Honda y Yamaha.

## Carrera
Forcada, que debutó en 1989 junto a Alex Crivillé en el Mundial de 125cc, ha trabajado con muchos y muy buenos pilotos durante estos más de 30 años, gente de la talla de John Kocinski, Alex Barros, Carlos Checa, Casey Stoner o Jorge Lorenzo, con este último estuvo entre 2008 y 2016 en Yamaha, logrando 3 títulos de MotoGP además de 44 victorias de grandes premios en la clase reina. 
En la última etapa de su carrera, Forcada estuvo en los boxes de Maverick Viñales, Franco Morbidelli y Andrea Dovizioso.
Desde enero de 2023 ejerce como director técnico en el equipo suizo Forward Racing, perteneciente al Campeonato del Mundo de MotoE.